# La febbre dell'oro: miniere perdute
La febbre dell'oro: miniere perdute (Gold Rush: Dave Turin's Lost Mine) è un programma televisivo statunitense del 2019.
Il programma segue Dave Turin, ex membro della crew di Hoffman, mentre cerca di avviare nuove operazioni minerarie in miniere d'oro in disuso situate negli Stati Uniti occidentali. La prima stagione si concentra principalmente su una miniera di Lynx Creek vicino a Prescott Valley, in Arizona, mentre la seconda stagione su una miniera di Birdseye, vicino a Marysville, nel Montana.
Nata come spin-off de La febbre dell'oro, la serie viene trasmessa negli Stati Uniti su Discovery Channel dall'8 marzo 2019.

## Trama
Dave Turin visita diverse miniere d'oro in disuso negli Stati Uniti occidentali e decide quale miniera avviare, cercando successivamente di trasformarla e renderla redditizia e funzionante.

## Episodi
| Stagione         | Episodi | Prima TV USA | Prima TV Italia |
| ---------------- | ------- | ------------ | --------------- |
| Prima stagione   | 4       | 2019         | 2019            |
| Seconda stagione | 8       | 2020         | 2020            |
| Speciali         | 19      | 2019-2020    | inediti         |